# CSミラマール・ミシオネス
クラブ・スポルティーボ・ミラマール・ミシオネス（西: Club Sportivo Miramar Misiones）は、ウルグアイの首都モンテビデオを本拠地とするサッカークラブである。2024シーズンからはプリメーラ・ディビシオンに所属。

## 歴史
1980年6月25日、ローカルライバルであったCSミラマール（1915年創設）とミシオネスFC（1906年創設）の2クラブが合併して誕生した。ミラマールのユニフォームカラーであった白と黒は現在のホーム用ユニフォームに、ミシオネスのユニフォームカラーであった赤と黒は現在のアウェー用ユニフォームに、それぞれ使用されている。
| (CSミラマール) | (ミシオネスFC) |  |

## タイトル

### 国内タイトル
- セグンダ・ディビシオン（1903-）：2回
  - 1986, 2023
- セグンダB・ナシオナル（1972-） : 1回
  - 2021

### 国内タイトル（ミラマール時代、1915-1980）
- セグンダ・ディビシオン（1903-）：2回
  - (1935), 1942, 1953

※1935シーズンは前身大会のディビシオナル・インテルメディア
- テルセーラ・ディビシオン（1913-）：2回
  - 1917, 1937

### 国内タイトル（ミシオネス時代、1906-1980）
- セグンダ・ディビシオン（1903-）：0回
  - (1917)

※1917シーズンは前身大会のディビシオナル・インテルメディア
- テルセーラ・ディビシオン（1913-）：2回
  - 1971, 1974

## 歴代所属選手

### MF
- アルバロ・ペレイラ 2003-2004

### FW
- セバスティアン・フェルナンデス 2004-2006